# The Black Mamba (groupe)
Pour les articles homonymes, voir The Black Mamba et Black Mamba.
The Black Mamba est un groupe portugais fondé en 2010. Ils ont représenté le Portugal au Concours Eurovision de la chanson 2021 à Rotterdam avec la chanson Love Is on My Side et en terminant 12ème en finale. 

## Discographie

### Albums
| Titre                | Détails                                                                     |
| -------------------- | --------------------------------------------------------------------------- |
| The Black Mamba      | - Date de sortie : 2010 - Format: Téléchargement, CD - Label: Farol Música  |
| Dirty Little Brother | - Date de sortie : 2014 - Format: Téléchargement, CD - Label: Farol Música  |
| The Mamba King       | - Date de sortie : 2018 - Format: Téléchargement, CD - Label: La Resistance |

### Singles
| Titre                                   | Année | Album                |
| --------------------------------------- | ----- | -------------------- |
| If I Ain't You                          | 2012  | The Black Mamba      |
| Wonder Why (featuring Aurea)            | 2014  | Dirty Little Brother |
| Canção de mim mesmo (featuring Boss AC) | 2016  | Non-album singles    |
| I Wanna Be With You                     | 2017  | Non-album singles    |
| Believe                                 | 2018  | The Mamba King       |
| Love Is on My Side                      | 2021  | Non-album single     |

#### Collaborations
| Titre                                                  | Année | Album            |
| ------------------------------------------------------ | ----- | ---------------- |
| "Beautiful Lie" (Light Gun Fire feat. The Black Mamba) | 2020  | Non-album single |